# Melanie Smith (actrice)
Melanie Smith (Scranton, Pennsylvania, 16 december 1962) is een Amerikaans actrice.

## Biografie
Smith speelde tussen 1987 en 1992, met enkele onderbrekingen vanaf 1990, de rol van Emily Stewart in de soapserie As the World Turns.
Na rollen in enkele films en gastrollen in onder andere Beverly Hills, 90210, Melrose Place, Seinfeld en Murder, She Wrote, werd ze in 1997 de derde en laatste actrice die de rol van Tora Ziyal vertolkte in de sciencefictionserie Star Trek: Deep Space Nine. In 2000 had ze een gastrol in Curb Your Enthusiasm.
In 2009 was ze te zien als Claire Ryan in enkele afleveringen van de internetsoap Gotham.
Smith is de oprichter van Yogaphoria, een yoga club in New Hope, Pennsylvania, waar ze samen met anderen les geeft. Ze heeft één zoon.

## Filmografie
- Biblioteca Nacional de España: XX1296444
- International Standard Name Identifier: 0000 0001 1952 2405
- Library of Congress Control Number: no2010191615
- Virtual International Authority File: 87060814
- WorldCat: E39PBJjRXG6BCJkQTXkCg34KBP